# Anpao
Dans la mythologie Sioux (plus précisément Lakota), Anpao (en Lakota : Aŋpáo), ou Anp, est un esprit à deux visages qui représente l'aube.
Anpao danse avec Han, un esprit primordial des ténèbres, pour s'assurer que Wi (un esprit solaire) ne brûle pas la Terre, ce qui entraîne le cycle du jour et de la nuit.
George Bushotter (lui-même Lakota, né en 1860 et mort en 1892) écrit que lorsque son jeune frère était malade, on lui dit de prier Anpao, l'Aurore, et il s'est rétabli.